# روز گردش بچه
روز گردش بچه (به انگلیسی: Baby's Day Out) فیلمی محصول سال ۱۹۹۴ به کارگردانی پاتریک رید جانسون است. در این فیلم جو مانتگنا، جو پانتولیانو، برایان هالی، سینتیا نیکسون، لارا فلین بویل، جان نویل، فرد تامپسون، متیو گلاو، ادی براکن و ورن ترویر بازی کردند.